# Les Hunter
Leslie "Big Game" Hunter (Nashville, Tennessee; 16 de agosto de 1942-27 de marzo de 2020) fue un jugador de baloncesto estadounidense que disputó una temporada en la NBA y seis más en la ABA. Con 2,00 metros de estatura, jugaba en la posición de alero.

## Trayectoria deportiva

### Universidad
Jugó durante cuatro temporadas con los Ramblers de la Universidad Loyola Chicago, en las que promedió 17,1 puntos y 11,8 rebotes por partido. En 1963 se proclamó junto con su equipo Campeón de la NCAA, tres derrotar tras una prórroga en la final a la Universidad de Cincinnati por 60-58. Hunter fue el máximo anotador de su equipo, con 16 puntos, a los que añadió 11 rebotes. Fue incluido en el mejor quinteto del torneo.

### Profesional
Fue elegido en la undécima posición del Draft de la NBA de 1964 por Detroit Pistons, pero antes del comienzo de la temporada fue traspasado junto con Bob Ferry, Bailey Howell, Don Ohl y Wali Jones a Baltimore Bullets, a cambio de Terry Dischinger, Don Kojis y Rod Thorn. En los Bullets apenas intervino en 24 partidos, en los que promedió 1,8 puntos y 2,1 rebotes.
Tras dos años cumpliendo el servicio militar, regresó a las pistas fichando por los Minnesota Muskies de la ABA. Allí protagonizaría una gran temporada, 17,6 puntos y 9,8 rebotes por partido, siendo elegido para disputar su primer All-Star, pero también sería partícipe de una de las mayores tanganas de la historia de la difunta liga. Visitaban los Muskies la cancha de los Dallas Chaparrals, en un partido que había sido considerado como el Día de los Niños, por lo que centenares de chavales asistían al encuentro en las gradas. En la primera jugada del partido, Hunter propinó un codazo en la cara de Cliff Hagan, y la cosa se quedó en un simple intercambio de palabras, pero insólitamente, en la siguiente jugada se repitió la misma acción, y esta vez Hagan reaccionó soltándole dos puñetazos en la cara a Hunter. Mel Daniels, compañero de Hunter, corrió como un loco y le asestó un tremendo puñetazo en la mejilla a Hagan, que quedó tendido en el suelo inconsciente, todo esto ante la mirada de incredulidad de centenares de niños que abarrotaban el estadio. La cancha se convirtió en un campo de batalla, y el partido no pudo llegar a reanudarse.
Al año siguiente la franquicia se trasladó a Florida, convirtiéndose en los Miami Floridians. Hunter volvió a completar una buena temporada, promediando 16,7 puntos y 9,6 rebotes, que le valieron para disputar su segundo All-Star Game consecutivo, en el que anotó 12 puntos. En 1970 fue traspasado a New York Nets, pero solo jugó cinco partidos antes de ser enviado a Kentucky Colonels.
En los Colonels tuvo que conformarse con ser el suplente de Cincinnatus Powell, perdiendo protagonismo paulatinamente. En su segunda temporada en el equipo sólo promedió 6,7 puntos y 3,2 rebotes por partido. En 1972 no fue protegido por su equipo, siendo elegido en el draft de expansión por la aparición de nuevos equipos en la liga por San Diego Conquistadors, pero acabaría finalmente fichando por Memphis Tams, donde jugaría su última temporada como profesional.

### La vida después del baloncesto
Después de retirarse del baloncesto, Hunter se mudó a Kansas City en 1976. [26] Fue dueño de un restaurante durante diez años y trabajó como instructor para ayudar a los estudiantes que no se graduaron a tomar clases en línea para completar la escuela secundaria. [25]
En 2018, Hunter daba la enseñanza de matemáticas en un colegio comunitario cerca de su casa en Overland Park en los suburbios de Kansas City, con una gorra de Loyola durante el torneo de la NCAA. [9] 

### Muerte
Murió el 27 de marzo de 2020, de cáncer a la edad de 77 años. [27]

### Premios y distinciones
- El 11 de julio de 2013, en la Oficina Oval de la Casa Blanca, Hunter y los excompañeros de equipo de Loyola John Egan, Jerry Harkness y Ron Miller se reunieron con el presidente Barack Obama para conmemorar el 50° aniversario del campeonato nacional de la escuela en 1963.[13] Hasta la fecha sigue siendo el único campeonato de baloncesto de la NCAA División I ganado por una Universidad Estatal de Illinois.[14]
- En septiembre de 2013, todo el equipo de baloncesto del Campeonato de la NCAA Loyola Ramblers de 1963 fue incluido en el Salón de la Fama del Deporte de Chicago .[14]
- Los Loyola Ramblers de 1963 fueron incluidos en el Salón de la Fama del Baloncesto Universitario en noviembre de 2013, convirtiéndolo en el primer equipo en ingresar al Salón de la Fama.[15]
- En 2016, el compañero de equipo de Hunter y Pearl, Vic Rouse, fue incluido en el Salón de la Fama del Deporte de las Escuelas Públicas de Metro Nashville.

## Estadísticas de su carrera en la NBA y la ABA

### Temporada regular
| Temporada | Edad | Equipo            | Liga  | P   | TIT | MIN  | TC  | TCA  | %TC  | 3P  | 3PA | %3P  | TL  | TLA | %TL  | R.OF. | R.DEF. | REB | ASIS | ROB | TAP | PER | FP  | PTS  |
| 1964-65   | 22   | Baltimore Bullets | NBA   | 24  |     | 4.8  | 0.8 | 2.7  | .281 |     |     |      | 0.3 | 0.6 | .429 |       |        | 2.1 | 0.5  |     |     |     | 0.7 | 1.8  |
| 1967-68   | 25   | Minnesota Muskies | ABA   | 75  |     | 34.0 | 6.8 | 16.1 | .425 | 0.0 | 0.2 | .118 | 3.9 | 6.2 | .620 | 4.4   | 5.4    | 9.8 | 1.5  |     |     | 2.7 | 4.0 | 17.6 |
| 1968-69   | 26   | Miami Floridians  | ABA   | 77  |     | 32.9 | 6.2 | 13.9 | .444 | 0.0 | 0.1 | .000 | 4.4 | 5.8 | .748 | 3.5   | 6.2    | 9.6 | 1.6  |     |     | 2.9 | 4.0 | 16.7 |
| 1969-70   | 27   | New York Nets     | ABA   | 79  |     | 36.2 | 6.2 | 14.2 | .433 | 0.1 | 0.5 | .146 | 4.0 | 5.5 | .734 | 3.0   | 5.6    | 8.5 | 2.7  |     |     | 3.8 | 4.2 | 16.4 |
| 1970-71   | 28   | TOTAL             | ABA   | 80  |     | 19.1 | 3.6 | 8.1  | .447 | 0.1 | 0.6 | .204 | 2.0 | 2.8 | .713 | 2.0   | 4.2    | 6.2 | 1.2  |     |     | 1.9 | 3.2 | 9.3  |
| 1970-71   | 28   | New York Nets     | ABA   | 5   |     | 22.0 | 2.8 | 7.8  | .359 | 0.0 | 0.0 |      | 0.8 | 1.6 | .500 | 1.2   | 3.0    | 4.2 | 0.4  |     |     | 3.4 | 2.2 | 6.4  |
| 1970-71   | 28   | Kentucky Colonels | ABA   | 75  |     | 18.9 | 3.7 | 8.1  | .452 | 0.1 | 0.7 | .204 | 2.1 | 2.9 | .721 | 2.0   | 4.3    | 6.3 | 1.2  |     |     | 1.8 | 3.2 | 9.5  |
| 1971-72   | 29   | Kentucky Colonels | ABA   | 70  |     | 13.8 | 2.6 | 5.5  | .478 | 0.1 | 0.2 | .313 | 1.4 | 2.1 | .701 | 0.9   | 2.3    | 3.2 | 1.3  |     |     | 1.3 | 2.2 | 6.7  |
| 1972-73   | 30   | Memphis Tams      | ABA   | 63  |     | 21.2 | 3.7 | 7.5  | .498 | 0.1 | 0.5 | .273 | 1.5 | 2.1 | .704 | 1.5   | 3.3    | 4.8 | 1.5  |     |     | 1.5 | 2.9 | 9.1  |
| Total     |      |                   | TOTAL | 468 |     | 25.4 | 4.7 | 10.6 | .443 | 0.1 | 0.4 | .199 | 2.8 | 4.0 | .699 | 2.6   | 4.6    | 6.9 | 1.6  |     |     | 2.4 | 3.3 | 12.3 |
|           |      |                   | ABA   | 444 |     | 26.5 | 4.9 | 11.0 | .445 | 0.1 | 0.4 | .199 | 2.9 | 4.2 | .701 | 2.6   | 4.6    | 7.1 | 1.7  |     |     | 2.4 | 3.5 | 12.8 |
|           |      |                   | NBA   | 24  |     | 4.8  | 0.8 | 2.7  | .281 |     |     |      | 0.3 | 0.6 | .429 |       |        | 2.1 | 0.5  |     |     |     | 0.7 | 1.8  |

### Playoffs
| Temp.   | Edad | Equipo            | Liga | P  | MIN  | TCA | TC  | 3PA | 3P | TLA | TL  | R.OF. | REB | ASIS | ROB | TAP | PER | FP  | PTS | %TC  | %3P  | %FT  | MIN  | PTS  | REB  | AST |
| 1967-68 | 25   | Minnesota Muskies | ABA  | 10 | 388  | 76  | 188 | 0   | 4  | 62  | 98  |       | 110 | 24   |     |     | 27  | 48  | 214 | .404 | .000 | .633 | 38.8 | 21.4 | 11.0 | 2.4 |
| 1968-69 | 26   | Miami Floridians  | ABA  | 10 | 209  | 42  | 116 | 2   | 3  | 31  | 42  |       | 88  | 13   |     |     | 18  | 39  | 117 | .362 | .667 | .738 | 20.9 | 11.7 | 8.8  | 1.3 |
| 1969-70 | 27   | New York Nets     | ABA  | 7  | 233  | 45  | 100 | 3   | 10 | 20  | 29  |       | 42  | 11   |     |     |     |     | 113 | .450 | .300 | .690 | 33.3 | 16.1 | 6.0  | 1.6 |
| 1970-71 | 28   | Kentucky Colonels | ABA  | 19 | 352  | 65  | 168 | 1   | 5  | 45  | 73  | 25    | 88  | 33   |     |     | 38  | 76  | 176 | .387 | .200 | .616 | 18.5 | 9.3  | 4.6  | 1.7 |
| 1971-72 | 29   | Kentucky Colonels | ABA  | 6  | 123  | 22  | 41  | 2   | 6  | 9   | 11  |       | 21  | 8    |     |     | 10  | 14  | 55  | .537 | .333 | .818 | 20.5 | 9.2  | 3.5  | 1.3 |
| Total   |      |                   | ABA  | 52 | 1305 | 250 | 613 | 8   | 28 | 167 | 253 | 25    | 349 | 89   |     |     | 93  | 177 | 675 | .408 | .286 | .660 | 25.1 | 13.0 | 6.7  | 1.7 |